# 笹尾鉄三郎
笹尾 鉄三郎（ささお てつさぶろう、慶応4年8月15日（1868年9月30日） - 大正3年（1914年）12月30日）は日本のキリスト教の大衆伝道者、牧師、神学校教師、宗教家、讃美歌作家。
淀橋教会初代牧師、聖書学校（柏木聖書学院）初代院長。

## 生涯

### 幼少期
1868年8月15日 伊勢安濃郡古河村（後の新町、現在の三重県津市）に、代々庄屋の家柄である父・藤堂藩の郡奉行伊藤篤之助、母・そうの5人兄弟の末子（三男）として誕生。
幼少期に父を亡くす。兄、七左衛門が後見人になる。その土地に中学校がなかったので伊藤家が土地を寄付して、鉄三郎のために中学を創設する。中学時代には肺炎を患い生死をさまよう。
1886年(明治19年)に津中学を卒業後する。中学卒業後には海軍兵学校を目指すが、身体検査で不合格になる。
その後、貿易商になることを目指して上京し、慶應義塾に入学。理材科に入り実業家になるために経営学を学ぶ。成績優秀で、当時の塾長福澤諭吉に才能を見込まれ後継者を頼まれるが、振り切って渡米する。

### アメリカ時代
1888年(明治21年)5月 渡米して、ダージ牧師の家にハウス・ボーイとして下宿した。後に、カリフォルニア州サンノゼのパシフィック商科大学に入学する。ダージ夫人はかつて日本宣教を志していた。日本人の鉄三郎の救いのために祈り続けて、1888年12月30日についにダージ婦人の導きによって回心、キリスト教に入信する。
1890年(明治23年)にメリマン・ハリスから洗礼を受ける。サンフランシスコでリバイバルが起きる。アメリカ留学中に徴兵逃れのために、母親が笹尾家と養子縁組を結ばせる。伊藤姓から笹尾姓になる。
1891年(明治24年) 大学を中退して、サンフランシスコの日本人教会牧師河辺貞吉の下で伝道師、日曜学校校長として働く。後にシアトルで伝道をする。
1894年(明治27年)3月 河辺貞吉と共に帰国して6人で東京本郷町で「ちいさき群」の伝道を始める。

### 松江時代
1896年(明治29年) 島根県松江市に秋山由五郎、御牧碩太郎、土肥修平と共に行き、奥谷の一部屋を借りて、バックストンの住む赤山に通い、修養を受ける。笹尾はバックストンの講義を筆記して後にそれが「赤山講話」として出版される。それ以来、バックストンとは生涯の盟友だった。
1897年(明治30年)松江の近くの広瀬出身の森山秀子と結婚する。バックストンの帰国後、1898年(明治31年) 上京して、東京四谷信濃町に住み、自給伝道を行う。

### 淡路島時代
1899年(明治32年)河辺貞吉を助けるために淡路島に行き、中田重治に招かれて上京するまで、2年間滞在する。その時、15歳の高田松太朗に出会う。後に、高田は聖書学院に入学する。

### ホーリネス時代

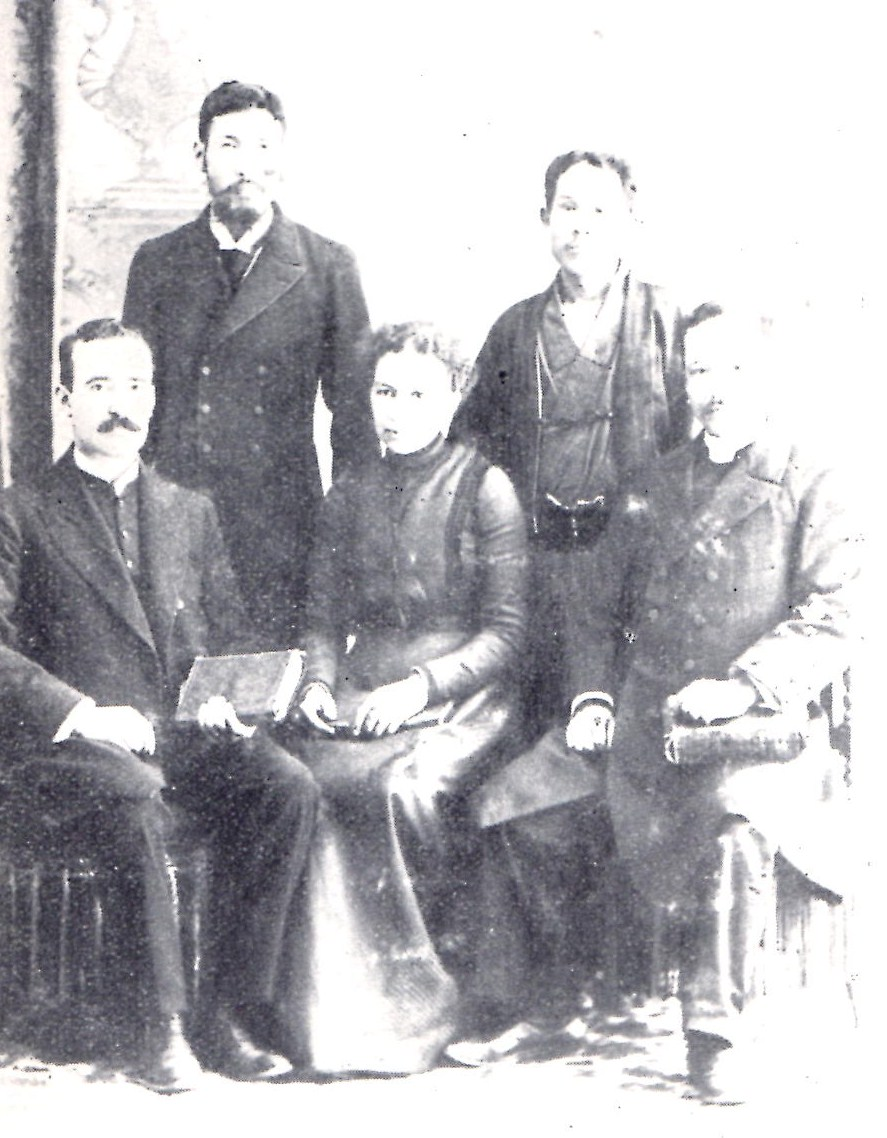
聖書学校の講師陣笹尾は後列左

1901年(明治34年)7月 神田神保町中央福音伝道館に入り、中田重治らと共に聖書学校の修養生教育と伝道をする。焔の舌に創世記講義を連載する。1904年 淀橋柏木の聖書学院（後の淀橋教会）に移る。（近所に、内村鑑三の自宅があった。）
1905年(明治38年)笹尾は 肋膜炎を患う。中田重治らが設立した東洋宣教会の幹部になり、聖書学院長に就任する。1908年(明治41年) 養女に鈴鹿美和を迎える。1909年東洋宣教会が役員制度を設け笹尾が副総理に任命される。
1910年(明治43年)6月 アズベリー大学総長モリソン博士の通訳として日本全国を回る。その後モリソン博士の招待で渡米。イギリスから渡米したバックストンと共に全米を巡回伝道し、渡英し、バックストン家に滞在した。これを、「お伴旅行」と言った。シベリア鉄道を通って帰国した。帰国途中にＧ・Ｇ・フィンドレーのヨハネ書簡講解を熟読した。
8月22日敦賀に着いた。帰国後兵庫県有馬温泉の関西心霊的修養会で鬼気迫る説教をする。9月12日夜に聖書学院講堂で歓迎会を受けた。
1911年(明治44年)に日本ホーリネス教会で中田監督と宣教師らの分裂事件(聖教団事件)の時には両者の調停に尽力した。その際に、ホーリネス教会の中心的教会である淀橋教会の初代牧師に就任する。

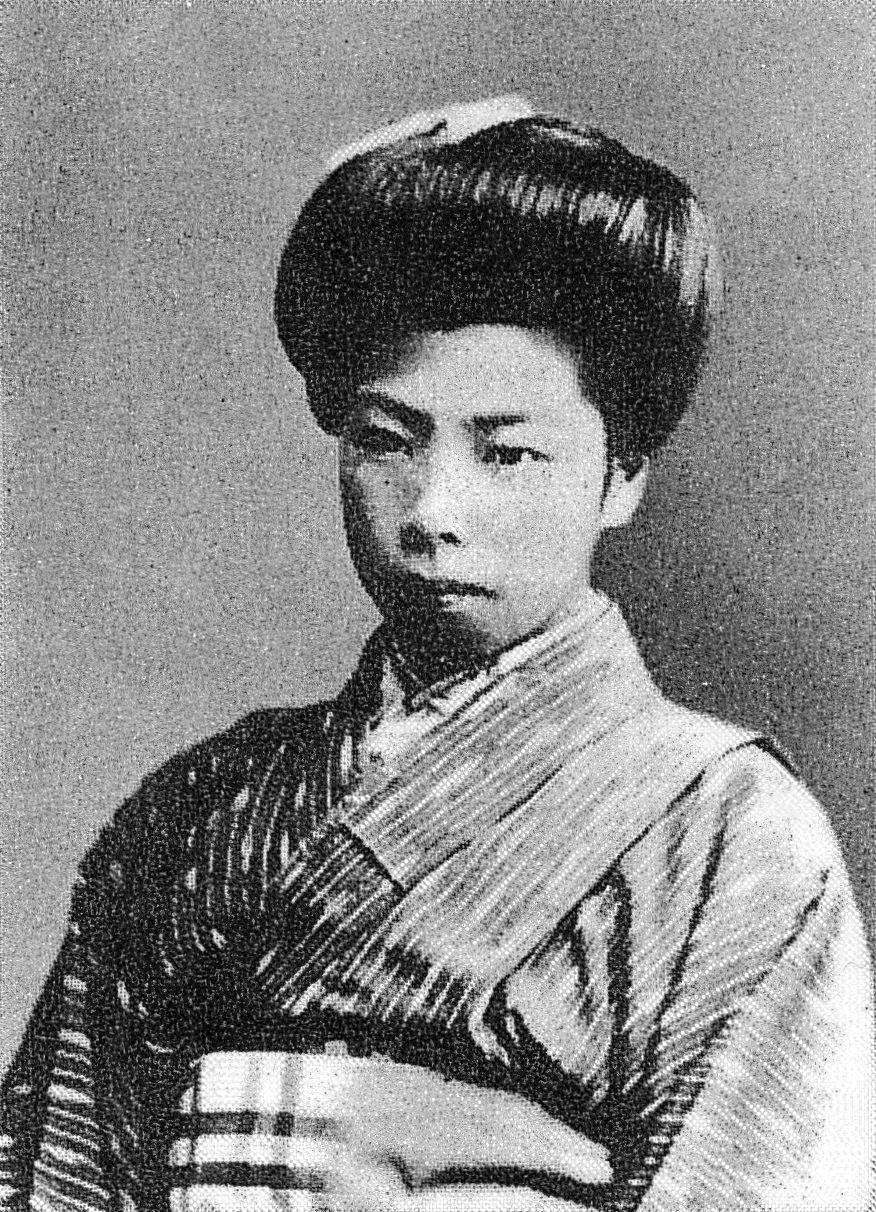
内村鑑三の娘ルツ子

1912年(明治45年)内村鑑三の娘ルツ子が病に罹ったときに、内村の強い信頼によって笹尾に信仰の指導を頼む。そして、ルツ子は病死する。

### 晩年
1913年(大正2年) 聖書学院長と淀橋教会牧師を辞任して、ホーリネス運動から身を引いて、独立自給伝道を開始する。全国を巡回伝道した。集会の看板には「キリスト教巡回伝道者」と書くように厳しく依頼した。秋山由五郎が笹尾の巡回伝道に同行して助けた。
1914年(明治3年)7月笹尾の導きによって母そうが回心する。11月に巡回先の鹿児島で病に倒れて、秋山由五郎に伴われて帰京する。昏睡状態の中でしばしば「リバイバルを」とつぶやいた。笹尾の病の癒しのために全国断食祈祷が全国に広がるが、12月30日柏木の自宅で46歳で死去する。
年が明けて1915年(大正4年)1月に柏木聖書学院で葬儀が行われる。恩師バックストンは巡回中の朝鮮急遽より駆けつけ、葬儀の説教を担当する。遺体は東京都豊島区の雑司が谷に夫人と共に葬られている。

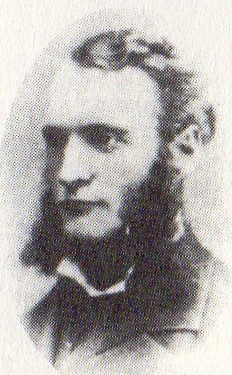
笹尾に洗礼を授けたアメリカ・メソジスト監督教会の宣教師M・C・ハリス

### 没後
笹尾の養女の美和は1917年(大正6年)に死去した。
笹尾の妻秀は、宮村伊三郎と共に赤坂福音教会で夫人伝道師を勤め、バーナム・ブレイスワェイト宣教師の活動に協力する。1938年(昭和13年)に死去する。
今日でも、命日の12月30日に毎年淀橋教会で笹尾鉄三郎をしのんで笹尾会が持たれる。

## 人物像
- 慶應義塾時代に福澤諭吉から後継者になることを期待される。
- 河辺貞吉とは生涯を通じての友人である。お互いのために祈り合っていた。
- 恩師バークレー・バックストンとは生涯を通じて無二の友人だった。
- 笹尾はバークレー・バックストンの紹介で中田重治と知り合っていた。
- 田中正造は栃木県宇都宮の教会で開かれた集会で、笹尾の説教を聞いてキリスト教に影響を受けた。
- 讃美歌作詞者としても有名である。主な作品に「きょうまで守られ」（聖歌292番）がある。
- 臨終の言葉は「リバイバル、リバイバル、リバイバル」だった。